# 阿爾卡洛峰
45°40′54″N 06°13′42″E / 45.68167°N 6.22833°E

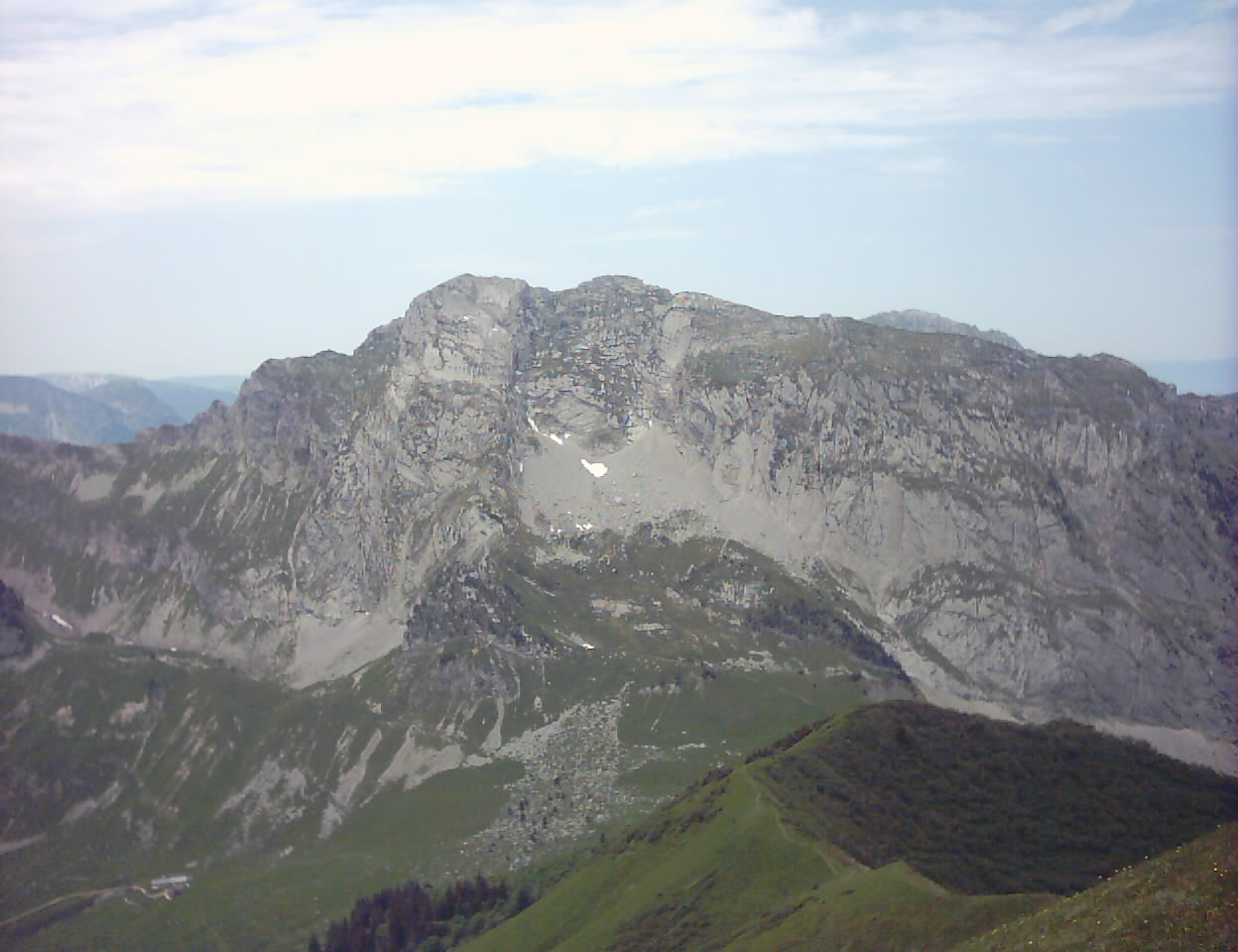

阿爾卡洛峰（法語：Arcalod），是法國的山峰，位於該國東部，由薩瓦省負責管轄，屬於博日山脈的一部分，該山峰海拔高度2,217米，山體由沉積岩組成。